# (16365) 1979 MK5
A (16365) 1979 MK5 a Naprendszer kisbolygóövében található aszteroida. Eleanor F. Helin és Schelte J. Bus fedezte fel 1979. június 25-én.